# Der vierte König
Der vierte König ist der Held einer frommen Legende. In der christlichen, zumal in der katholischen Tradition treten die „Heiligen Drei Könige“ gemeinhin zu dritt auf. Ein „vierter König“ hat seine literarischen Spuren erstmals wohl in der kleinen Erzählung The Story of the Other Wise Man (1892) des amerikanischen Theologen und Schriftstellers Henry van Dyke hinterlassen. Im deutschen Sprachraum ist die Fassung der Legende bekannt geworden, die der Schriftsteller Edzard Schaper 1961 in seinen Roman Der vierte König eingebettet hat.

## Handlung
In den beiden literarischen Fassungen dieser Legende, der van Dykes und der Schapers, macht sich der vierte König – ebenso wie auch die drei Könige der katholischen Tradition – zur Zeit der Geburt des Heilands auf, um ihm zu huldigen. Er erreicht sein Ziel aber erst nach drei Jahrzehnten, wobei er seine ursprünglich für den neugeborenen König mitgebrachten Gaben für Werke der Barmherzigkeit hingibt. Er kommt gerade noch rechtzeitig, um den Gekreuzigten auf Golgatha zu sehen.

## Edzard Schapers Roman und Legende vom vierten König
Edzard Schaper war ein deutsch-finnischer Spion, der zuerst in der Sowjetunion und dann im NS-Staat in Abwesenheit zum Tode verurteilt worden war. Als er 1944 mit seiner Familie aus Estland über Finnland nach Schweden floh, verdächtigte ihn die staatliche schwedische Ausländerkommission, Doppelagent zu sein, woraufhin er, wohl von der geheimen schwedischen Staatspolizei, der SÄPO (Säkerhetspolisen), in einem Lager interniert wurde. Der Roman basiert auf diesen Grenzerfahrungen von Vertreibung, Flucht, Gefangenschaft und spiegelt sie im Symbol des vierten Königs. „Die Legende vom vierten König“ beschreibt – in den Worten des Schaper-Biographen Uwe Wolff – „eine Passionserfahrung“: Ein junger russischer König macht sich mit seinem Pferd Wanjka auf den weiten Weg nach Bethlehem, um das göttliche Kind in der Krippe anzubeten. Unterwegs erleidet er viele Schicksalsschläge und erreicht erst nach 30 Jahren Umweg sein Ziel.
Die Erstausgabe von Schapers Roman Der vierte König erschien 1961 im Verlag von Jakob Hegner; die bisher letzte Auflage wurde 1977 gedruckt. Die darin enthaltene gleichnamige „Legende vom vierten König“ wurde separat 1964 mit Illustrationen von Celestino Piatti gedruckt und entwickelte sich zu einem Longseller.

## Motivgeschichte
Das Motiv des beharrlich ein hohes Ziel Verfolgenden, der trotz jahrelanger Verzögerung dann doch noch rechtzeitig kommt, findet sich auch in der Parabel Michael Endes von der Schildkröte „Tranquilla Trampeltreu“, die nicht zur Krönung des Königs der Tiere, sondern erst zu der des Nachfolgers erscheint. Das Motiv des Unbedarften, der seinen Reichtum gegen scheinbar mindere Besitztümer verschenkt, dafür aber das Seelenheil in der Freiheit gewinnt, die mit der Besitzlosigkeit verbunden ist, findet sich genauso auch im Volksmärchen, etwa bei „Hans im Glück“ in Grimms Märchen. Die Bezüge dieser Legende zu den Christuslegenden von Selma Lagerlöf sind schon bald nach dem Erscheinen von Schapers Fassung hergestellt worden, wie auch auf Ähnlichkeiten zu Antoine de Saint-Exupérys Erzählung Der kleine Prinz verwiesen wird.

## Analyse
Der Schweizer Feuilletonist Manfred Papst nennt die Geschichte vom vierten König „eine zeitlose Legende (...) Dass sie regelmäßig in den Tiefen der russischen Überlieferung angesiedelt wird, sagt genug.“ Ob Edzard Schaper tatsächlich auf eine alte russische Vorlage zurückgegriffen hat, ist keineswegs gesichert, auch wenn der Schulbuchautor und Religionspädagoge Hubertus Halbfas behauptet: „Die Legende vom vierten König ist russischen Ursprungs.“ Sie ist wohl auch nicht, wie Uwe Wolff meint, Schapers „eigene Schöpfung“ Nach der Quellenlage wahrscheinlicher ist, dass Schaper die kleine Erzählung The Story of the Other Wise Man (deutsch: Der vierte Weise) von Henry van Dyke (1852–1933) kannte. Für Schaper allerdings gewinnt diese Legende das Gewicht einer verschlüsselten Autobiographie, wie Wolff hervorhebt.
Trotz der unverkennbaren Ähnlichkeiten zu van Dykes Version der Geschichte gewinnt Schapers Legende eine neue Qualität. Van Dykes vierter Magier erfährt am Ende Vergebung, Trost und Erlösung, indem er Jesus sagen hört: „Verily I say unto thee, inasmuch as thou hast done it unto one of the least of these my brethren, thou hast done it unto me.“ (Matthäus 25, 40). Anders Schaper, der hier das Leben und die Geschichte seines Helden nicht mit einem frommen, traktatmäßigen Schluss ausklingen lässt, sondern mit einer Frage und Bitte um Vergebung, die in der Legende ebenso wenig wie im Roman beantwortet oder gewährt wird: Sterbend liegt der vierte König auf Golgatha unter dem Kreuz Christi und flüstert die Worte: „Aber mein Herz, Herr, mein Herz... und ihr Herz... Unsere Herzen, nimmst du sie an?“

## Adaptionen von Schapers Legende
„Die Legende wird in Schulbüchern fortleben, wenn alles von mir längst vergessen ist“, schrieb Edzard Schaper während der Niederschrift. Die Rezeption bestätigt diese Selbsteinschätzung. Die „Legende vom vierten König“ findet sich in den weit verbreiteten Schulbüchern von Hubertus Halbfas, und sie wurde als Kinderbuch von Ivan Gantschev illustriert und von Ulrich Gasser als Vorlage für ein Oratorium (Uraufführung 1991) genutzt. Peter von Gunten verfilmte sie noch zu Lebzeiten des Autors. Der Dramatiker und Lyriker Manfred Grüttgen schrieb eine Bühnenbearbeitung unter dem Titel Der 5. König. Solo für einen Schauspieler. Hier wird die Geschichte des Vierten Königs aus der Sicht seines Dieners und Vertrauten geschildert, der im Laufe der Reise eine (innere) Wandlung zum „5. König“ erfährt. Auch in Michel Tourniers Roman Die Könige aus dem Morgenland ist von vier Königen die Rede, von denen der vierte zu spät nach Bethlehem kommt.

## Buchausgaben
- Henry van Dyke: Der vierte Weise. Deutsch von Tilde von Eiff. Ogham, Stuttgart 1984, ISBN 3-88455-020-9.
- Edzard Schaper: Der vierte König. Ein Roman. Hegner, Köln 1961; Artemis und Winkler, Zürich 8. A. 1977, ISBN 3-7608-0964-2.
- Edzard Schaper: Die Legende vom vierten König. Mit Zeichnungen von Celestino Piatti. Hegner, Köln 1964; Bibliographisches Institut, Mannheim 2012, ISBN 978-3-411-16012-9.